# Immersia
Immersia è un'azienda privata di sviluppo software co-fondata da Guy Bar-ner, Karen Shlimovich e Paul Kuklis nel 2013 con quartier generale a Tel Aviv, in Israele. L'azienda è nota soprattutto per la sua serie di giochi d'avventura online per l'apprendimento delle lingue e nel novembre del 2014 fu inserita da The Next Web tra le "7 startup da tener d'occhio".

## Storia
Immersia fu co-fondata nel 2013 dagli imprenditori Guy Bar-ner, Karen Shlimovich e Paul Kuklis. Bar-ner e Shlimovich si incontrarono ad una lezione di francese con altri 30 studenti. Dopo aver imparato a coniugare vari verbi e aver memorizzato tabelle su tabelle in preparazione agli esami, i due si demoralizzarono all'idea di non saper ancora, nelle loro parole, "ordinare 'la soupe' alla brasserie".
Il gruppo, formato da un insegnante di SAT, un insegnante di inglese e un linguista, capì di averne avuto abbastanza di memorizzare parole, e voleva invece avere delle conversazioni e simulazioni di vita reale, come se si trovasse in gita a Parigi. Da grandi appassionati di videogiochi quali erano, la soluzione fu semplice: nel giro di qualche settimana, i tre lanciarono il loro primo videogioco per l'apprendimento della lingua francese, seguito a breve da quelli per imparare lo spagnolo, il tedesco, il cinese e il giapponese.

## Prodotti
La prima serie di videogiochi eponima per l'apprendimento delle lingue è ambientata in un bar in cui si trovano diversi personaggi, tra cui un barista anziano, un'attraente donna dagli occhi blu e una coppia seduta ad un tavolo. L'obiettivo del gioco è far conversazione con i vari personaggi utilizzando la tecnologia di riconoscimento vocale del gioco, o digitando le parole con una tastiera, avanzare ottenendo dei punti e dunque migliorare le proprie conoscenze linguistiche. Questo metodo di apprendimento delle lingue è noto come immersione linguistica.
Stando alla pagina LinkedIn di Immersia, il loro motto sarebbe: "Studi provano che le classi non sono divertenti come i bar. Impara le lingue al bar."
Nel giugno del 2015, Immersia ha lanciato la sua prima app per Android dal titolo Spanish Injection (Iniezione di spagnolo).